# Abdul Hafiz Ghoga
Abdul Hafiz Ghoga är en libysk advokat, aktivist för mänskliga rättigheter och som är talesperson för Nationella övergångsrådet sedan dess bildande i början av 2011. Han var mellan den 23 mars 2011 och den 22 januari 2012 vice ordförande för det Nationella övergångsrådet, de facto Libyens vice statschef.